# Metal pirata
El metal pirata es un subgénero del heavy metal, caracterizado por incorporar mitología pirata en la música y a veces en las actuaciones. Las letras a menudo utilizan jerga pirata, varios géneros musicales, como power metal, thrash metal, speed metal, folk metal o death metal, también puede estar combinado con canciones tradicionales como salomas. Se suelen incorporar o emular con sintetizadores instrumentos de folk como la concertina. Los miembros de algunas bandas a menudo se disfrazan de piratas durante las actuaciones y los asistentes al concierto también pueden disfrazarse.

## Historia
El primer ejemplo de metal pirata apareció en 1987, cuándo la banda de power/speed metal alemana Running Wild publicó su tercer álbum, Under Jolly Roger. Según Rolf Kasparek, cantante y guitarrista de Running Wild, la temática pirata del álbum no fue planeada. En lugar de eso, creció a partir de la canción que da nombre al álbum. Finalmente, la portada del álbum se cambió para que coincidiera con el título, y se diseñaron el decorado y los disfraces para los futuros conciertos. Las letras sobre piratas se usaron después de que el mensaje político de los anteriores álbumes estuviera siendo malinterpretado. Kasparek empezó a leer sobre piratas y, después de haberlo encontrado "todo muy interesante", incorporó la temática a su música. El tema se fue expandiendo durante los ensayos para su cuarto álbum, Port Royal, y su estilo ya se consolidó.
A pesar de que Kasparek estaba más interesado en las historias verdaderas de la Edad de oro de la piratería, el metal pirata finalmente sería inspirado, en mayor medida, por las inexactitudes inventadas o retratadas en novelas y películas de Hollywood.
En 2006, después de un hiato de dos años, Christopher Bowes y Gavin Harper reformaron su banda, Battleheart. Firmaron con la discográfica Napalm Records, y tuvieron que cambiar de nombre. Bowes y Harper se pusieron de acuerdo en llamarla Alestorm.

## Lista de bandas de metal pirata
| Banda                     | País           | Formado | Notas |
| ------------------------- | -------------- | ------- | ----- |
| Running Wild              | Alemania       | 1976    |       |
| Alestorm                  | Escocia        | 2004    |       |
| Swashbuckle               | Estados Unidos | 2005    |       |
| Lagerstein                | Australia      | 2010    |       |
| The Dread Crew of Oddwood | Estados Unidos | 2008    |       |